# Dendrochilum murrayi
Dendrochilum murrayi är en orkidéart som beskrevs av Richard Sanders Rogers och Cyril Tenison White. Dendrochilum murrayi ingår i släktet Dendrochilum och familjen orkidéer.
Artens utbredningsområde är Papua Nya Guinea. Inga underarter finns listade i Catalogue of Life.